# Липодистрофия
Липодистрофия (жировая дистрофия) — патологическое состояние, характеризующееся зачастую патологией жировой ткани. Встречается два основных вида липодистрофии: атрофия и гипертрофия. При липоатрофии создание жировой ткани невозможно у субъекта даже при полном отсутствии физической нагрузки, гимнастики и при обильном употреблении жирной пищи (сдобные или кремовые пирожные, жирное мясо, пища с высоким содержанием холестерина, блюда с маслами и т. п.) или еды которая провоцирует создание подкожного жира (пиво, некоторые виды алкоголя, газированные напитки и т. п.). Главное отличие липодистрофии от дистрофии в том, что субъект не страдает худобой мышц и прочими особенностями, свойственными дистрофикам, отсутствует только жировая ткань, при этом мышечная масса остаётся в норме или даже увеличивается, что оптимально сказывается на телосложении.

## Классификация
Различают:
- Врождённые липодистрофии:

1. Синдром Beradinelli-Seip;
2. Семейная парциальная липодистрофия.

- Приобретённые липодистрофии:

1. Синдром Barraquer-Simons (приобретенные парциальные липодистрофии);
2. Приобретённые генерализованные липодистрофии;
3. (Lipodystrophia centrifugalis abdominalis infantilis);
4. Lipoatrophia annularis (липоатрофия Ferreira-Marques);
5. Инсулиновые липодистрофии;
6. ВИЧ-ассоциированные липодистрофии;
7. Другие локализованные липодистрофии.

## Инсулиновые липодистрофии
Липодистрофии — участки атрофии или гипертрофии подкожного жирового слоя в местах инъекций инсулина. Липодистрофии могут появиться у ребёнка от нескольких недель до 8—10 лет с момента начала инсулинотерапии. Инсулиновые липодистрофии наблюдаются у 10—24 % пациентов, преимущественно у женщин и детей, получающих инсулинотерапию, [Galloway J. A., De Shazo R. D., 1983] независимо от дозы и вида вводимого гормона, тяжести сахарного диабета и состояния его компенсации. Данное осложнение инсулинотерапии проявляется в виде:
- атрофии (атрофическая форма) — частичное или полное исчезновение подкожной основы, иногда вне зоны инъекции (реперкуссионная липодистрофия), связывают с недостаточной очисткой препаратов инсулина;
- гипертрофии (гипертрофическая форма) — в местах введения инсулина образуются уплотнения и инфильтраты кожи и подкожной основы, связывают с липогенным действием гормона.

Липоатрофия вызывает косметический дефект, отрицательно сказывающийся на психическом статусе пациентов (особенно женского пола, у которых они наблюдаются чаще), как правило, возникает в местах инъекций инсулина. Однако, выраженные липоатрофии могут наблюдаться на различных участках тела, даже там, где инсулин ни разу не вводили. Клинически характеризуются полным отсутствием жира в подкожной основе вокруг места инъекции инсулина. Нарушение васкуляризации в месте липоатрофии ухудшает процессы всасывания инсулина, препятствуя достижению стойкой компенсации сахарного диабета — правильно рассчитать время начала и окончания действия вводимых препаратов инсулина, особенно пролонгированного действия, становится практически невозможно. Патогенез развития липоатрофий до настоящего времени не совсем ясен. Известно, что развитию липоатрофий способствует кислый pH препаратов инсулина, нарушение техники инъекций (попадание спирта под кожу в момент инъекции, низкая температура вводимого раствора). Большинство исследователей придерживаются точки зрения, что в основе возникновения липоатрофий лежат иммунные механизмы.
Гипертрофические липодистрофии — увеличение подкожной жировой клетчатки в местах инъекций инсулина. При гистологическом исследовании биопсийного материала участка липогипертрофии обнаруживают разрастания фиброзной ткани и резкое снижение васкуляризации поражённого участка кожи. Эти изменения значительно ухудшают всасывание инсулина из поражённых участков, препятствуя достижению стойкой компенсации сахарного диабета.
Появление липодистрофий, как правило, ухудшает течение заболевания (в местах инъекций нарушается всасывание инсулина, что приводит к инсулинорезистентности). Внедрение в клиническую практику высокоочищенных видов инсулина (монопикового и монокомпонентного), а также препаратов инсулина человека липодистрофии, как и другие побочные эффекты инсулинотерапии встречаются реже.

## Терапия ВИЧ антиретровирусными препаратами
Развитие липодистрофии — возможный побочный эффект применения антиретровирусных препаратов для терапии ВИЧ-инфекции. Липодистрофия проявляется перераспределением липидов подкожножировой клетчатки с избытком (гипертрофия) или отсутствием жира в различных областях тела. Они могут сочетаться с впалыми щеками и/или горбами на спине или шее (так называемый «горб буйвола»).

## Наследственные формы липодистрофии
Развитие липодистрофии может быть вызвано метаболическими нарушениями на фоне реализации генетической предрасположенности. Они часто характеризуется резистентностью к инсулину и сочетаются с развитием метаболического синдрома.
Наследственные липодистрофии представляют гетерогенную группу редких заболеваний, характеризующихся полной или частичной потерей подкожной жировой клетчатки, её неправильным распределением. В зависимости от степени потери подкожного жира выделяют генерализованные и парциальные липодистрофии (ЛД). Для семейных парциальных ЛД характерно развитие метаболических нарушений: сахарного диабета (СД) с выраженной инсулинорезистентностью, дислипидемии, стеатоза печени, артериальной гипертонии, синдрома поликистозных яичников.

## Лечение
Основой лечения и профилактики метаболических осложнений является диета. Терапия метрелептином эффективна для лечения метаболических осложнений у пациентов с генерализованной липодистрофией и низким уровнем лептина, а также у некоторых пациентов с семейной парциальной липодистрофией. Для симптоматического лечения метаболических осложнений также применяют другие препараты. При этом противопоказан приём оральных препаратов эстрогенов.

## Липодистрофия в ветеринарии
Нарушение липидного обмена могут быть клеточные, или паренхиматозные(нарушения обмена цитоплазматического жира), внеклеточные, или стромально-сосудистые(нарушения обмена жира в жировой клетчатке), и смешанные(системные липоизоиды и др.). По механизму развития различают: инфильтрацию, трансформацию, декомпозицию, то есть распад клеточных белково-липидных комплексов, мембран и макромолекул, и измененный синтез. При этом изменяется не только количественное содержание жира, но и его качественный состав с появлением продуктов распада жира.